# Jüdisches Leben in Oberhausen
Auf dem heutigen Gebiet der kreisfreien Stadt Oberhausen ist jüdisches Leben seit dem frühen 16. Jahrhundert nachgewiesen. In der Zeit des Nationalsozialismus wurde die Gemeinde fast vollständig eliminiert. Heute existieren in Oberhausen die jüdische Gemeinde Duisburg-Mülheim-Oberhausen sowie die Liberale Jüdische Gemeinde ‚Perusch‘.

## Geschichte bis 1933

### Gemeinde Holten
Die Existenz jüdischer Einwohner im heute zu Oberhausen gehörenden Holten lässt sich bis ins Jahr 1504 zurückverfolgen. Im Jahr 1691 wurde ein einziger Jude in Holten dokumentiert. Wahrscheinlich handelte es sich dabei um Moses Simonis, welcher am 17. Juni 1714 das Grundstück des heute noch bestehenden jüdischen Friedhofs in der Vennstraße als Erbgrabstätte für sich und seine Familie erwarb. Neben dessen Nachfahren ist ab 1773 die Existenz einer weiteren jüdischen Familie in Holten belegt.

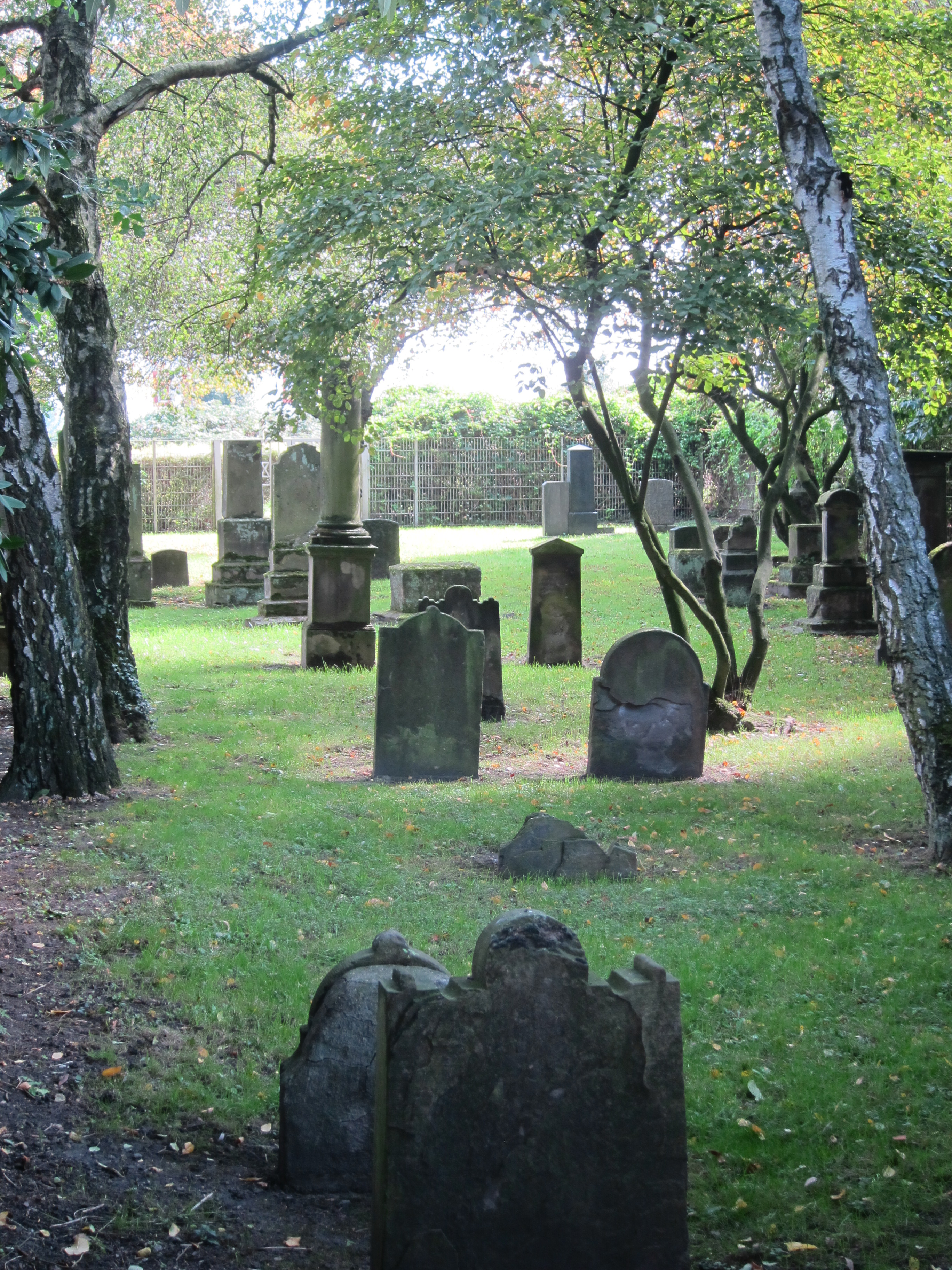
Jüdischer Friedhof Holten an der Vennstraße

Erst ab Mitte des 19. Jahrhunderts vergrößerte sich die jüdische Gemeinde von einzelnen Familien auf insgesamt 31 Personen. Dieses Wachstum ergab sich unter anderem aus der 1853 gesetzlich beschlossenen Zusammenführung der Gemeinden Duisburg, Ruhrort, Holten und Dinslaken zu einem Synagogenbezirk. Zuvor waren diese Gemeinden Teil des Klever Rabbinats gewesen. In Holten entstand ein lebendiges Gemeindeleben, in welchem die jüdischen und christlichen Mitbürger eine harmonische Koexistenz führten. 1858 wurde schließlich eine eigene Synagoge in der heutigen Mechthildisstraße 7a eingeweiht.
1877 gelang es der Gemeinde Holten, sich vom Synagogenbezirk Duisburg abzulösen und einen eigenen Synagogenbezirk Holten zu begründen. Darin vereinigt wurden die Orte Holten, Sterkrade, Beeck, Buschhausen, Hamborn, Maxloh, Alsum und Bruckhausen.
Aufgrund des durch die Industrialisierung bedingten Anstiegs der Mitglieder in Hamborn und Marxloh verlagerte sich das Gemeindeleben um die Jahrhundertwende vor allem in diese Gebiete.
Ab 1903 wurde Religionsunterricht in Marxloh und Holten angeboten, ansonsten besuchten die Kinder der jüdischen Gemeinde die öffentlichen Schulen. 1907 erhielt die Gemeinde schließlich den Namen Synagogengemeinde Hamborn.
Mit Hilfe des Sterkrader Bürgermeisters Botho von Trotha gelang es den Holtener Juden, sich im Jahr 1911 von der Gemeinde Hamborn abzuspalten. Die Synagogengemeinde Sterkrade-Holten bestand auch nach der Eingemeindung Sterkrades nach Oberhausen im Jahr 1929 weitestgehend unabhängig von der Oberhausener Gemeinde.
In der Zeit des Nationalsozialismus wurde ein zunehmender Rückgang der jüdischen Einwohner Holtens verzeichnet. Auch das zuvor harmonische Miteinander zwischen der jüdischen Gemeinde und den restlichen Bürgern Holtens endete abrupt. Während einigen Familien die Flucht ins Ausland gelang, harrten andere bis zuletzt aus, da sie ihre Heimat nicht verlassen wollten. Mit Hermann Eggener verstarb 1941 der letzte jüdische Bürger Holtens.

### Gemeinde Sterkrade
Bis 1877 gehörte die jüdische Gemeinde von Sterkrade zum Synagogenbezirk Duisburg, anschließend war sie Teil des Synagogenbezirks Holten. Ab Mitte des 19. Jahrhunderts stieg die Zahl der Gemeindemitglieder in Sterkrade von 38 Personen im Jahr 1867 auf 120 Personen im Jahr 1927 an. Da sie kein eigenes Bethaus besaßen, besuchten sie die Synagogen in Holten, Hamborn oder Oberhausen. Alternativ existierte in der Bahnhofstraße in Sterkrade ein Betraum im Wohnhaus der Familie Friedler mit eigener Tora. Die Gemeinde setzte sich vor allem aus zugewanderten Juden zusammen, viele davon aus Galizien.

### Gemeinde Osterfeld
Für die Zeit vor Beginn der Industrialisierung gibt es in Osterfeld keine Hinweise auf eine jüdische Gemeinde. Im Jahr 1891 waren die jüdischen Mitbürger Osterfelds der Synagogengemeinde Dorsten zugehörig. Erst ab der Eingemeindung nach Oberhausen im Jahr 1929 besuchten sie die Oberhausener Synagoge; zuvor orientierten sie sich nach Bottrop, da Osterfeld keine eigene Gebetsstätte besaß.

### Gemeinde (Alt-)Oberhausen
Die frühste Dokumentation jüdischer Familien im heutigen Oberhausener Stadtteil Alt-Oberhausen stellt eine Personenstandsliste der Jahre 1855–1873 dar. Diese Liste belegt die Existenz von mindestens zwölf Familien in Oberhausen, darunter die Familien Rosenberg, Philipps, Berg, Servos und Bein.
Ab 1872 gehörten die in Oberhausen wohnhaften Juden der Mülheimer Synagogengemeinde an, konnten jedoch früh zumindest eine eigenständige Verwaltung der Filialgemeinde Oberhausen erreichen. 1893 entstand schließlich die selbstständige Synagogengemeinde in Oberhausen. Dies wurde vor allem durch höhere Steuereinnahmen ermöglicht, die aus einer ansteigenden Mitgliederzahl resultierten. Aus diesen Gründen konnte auch der Bau der 1899 eingeweihten Synagoge in Oberhausen realisiert werden.
Im Mai 1894 zählte die Synagogengemeinde Oberhausen bereits 171 Mitglieder. Im Kontext des Gemeindewachstums gegen Ende des 19. Jahrhunderts vermehrte sich auch die Gründung jüdischer Geschäfte, was eine Entfaltung des kulturellen und wirtschaftlichen Lebens zur Folge hatte und den Kontakt zur überwiegend christlichen Bevölkerung in Oberhausen förderte. Im Zuge der Eingemeindung der Gemeinden Alstaden, Styrum und Dümpten nach Oberhausen im Jahr 1910 wurden auch die jüdischen Einwohner dieser Gebiete in die Synagogengemeinde Oberhausen aufgenommen.
Als nach dem Ersten Weltkrieg der Antisemitismus zunahm, versuchte die jüdische Gemeinde Oberhausens diesem entgegenzuwirken, indem sie unter anderem Vorträge und gemeinschaftsfördernde Veranstaltungen anbot, die zur Aufklärung und dem Rückgang von Vorurteilen dienen sollten.

#### Jüdische Schule
Eine jüdische Privatschule gab es bereits ab 1872. Zunächst fand der Unterricht noch in einem umfunktionierten Raum eines Wirtshauses statt. Bemühungen zum Bau eines Schulgebäudes schlugen fehl. Die finanziellen Hilfsgelder der Stadt wurden 1878 ausgesetzt, woraufhin die Schule geschlossen wurde und die jüdischen Kinder stattdessen die öffentlichen Schulen besuchen mussten. Durch den Bau der Synagoge fand sich nun ein neuer Unterrichtsraum für den Religionsunterricht, eine eigene Schule für die jüdische Gemeinde existierte zu diesem Zeitpunkt dennoch nicht.
1901 erfolgte schließlich die Eröffnung einer privaten jüdischen Elementarschule dank staatlicher Zuwendungen. Ab 1909 wurde die Schule durch die Stadt Oberhausen übernommen, erhielt jedoch weiterhin auch finanzielle Mittel durch die Synagogengemeinde. Nachdem die jüdische Gemeinde 1913 ihre finanzielle Unterstützung für die Schule einstellte, hatte diese in den folgenden Jahren bis zu ihrer Schließung den Status einer öffentlichen Schule.
Aufgrund der steigenden Mitgliederanzahl der jüdischen Gemeinde in Oberhausen und der ebenso steigenden Anzahl der Schüler, entstand ein Platzmangel im Schulzimmer der Synagoge. Demzufolge wurde der Unterricht im Jahr 1935 in die Styrumer Schule verlegt. Wie lange die jüdische Schule in diesen Räumlichkeiten untergebracht war, ist heute nicht eindeutig zu klären.

#### Jüdische Vereine
Aus der Zeit vor 1933 sind mindestens zwei jüdische Vereine in Oberhausen bekannt. Dies war zum einen der Frauenbund, welcher 1928 erstmals Erwähnung fand. Er war gemeinnützig organisiert und wurde bis 1931 von Agnes Stern, später durch Berta Münchhausen geleitet. 1929 gründete der Frauenbund einen Kindergarten für finanziell benachteiligte Kinder. Bereits am 1. Februar 1933 wurde der Kindergarten geschlossen. Der Frauenbund selbst existierte noch bis spätestens zur Flucht der Leiterin Berta Münchhausen im Jahr 1936.
Daneben gab es noch den Turn- und Sportverein Bar-Kochba, dessen Vereinsheim an der Nohlstraße 74 lag. Der Verein wurde 1927 gegründet und gehörte dem Arbeiter-, Turn- und Sportbund sowie dem deutschen Kreis des Makkabiweltverbandes an. Zu den Mitgliedern zählten 28, mehrheitlich männliche, Jugendliche. Auch dieser Verein wurde 1933 aufgelöst.

#### Synagoge

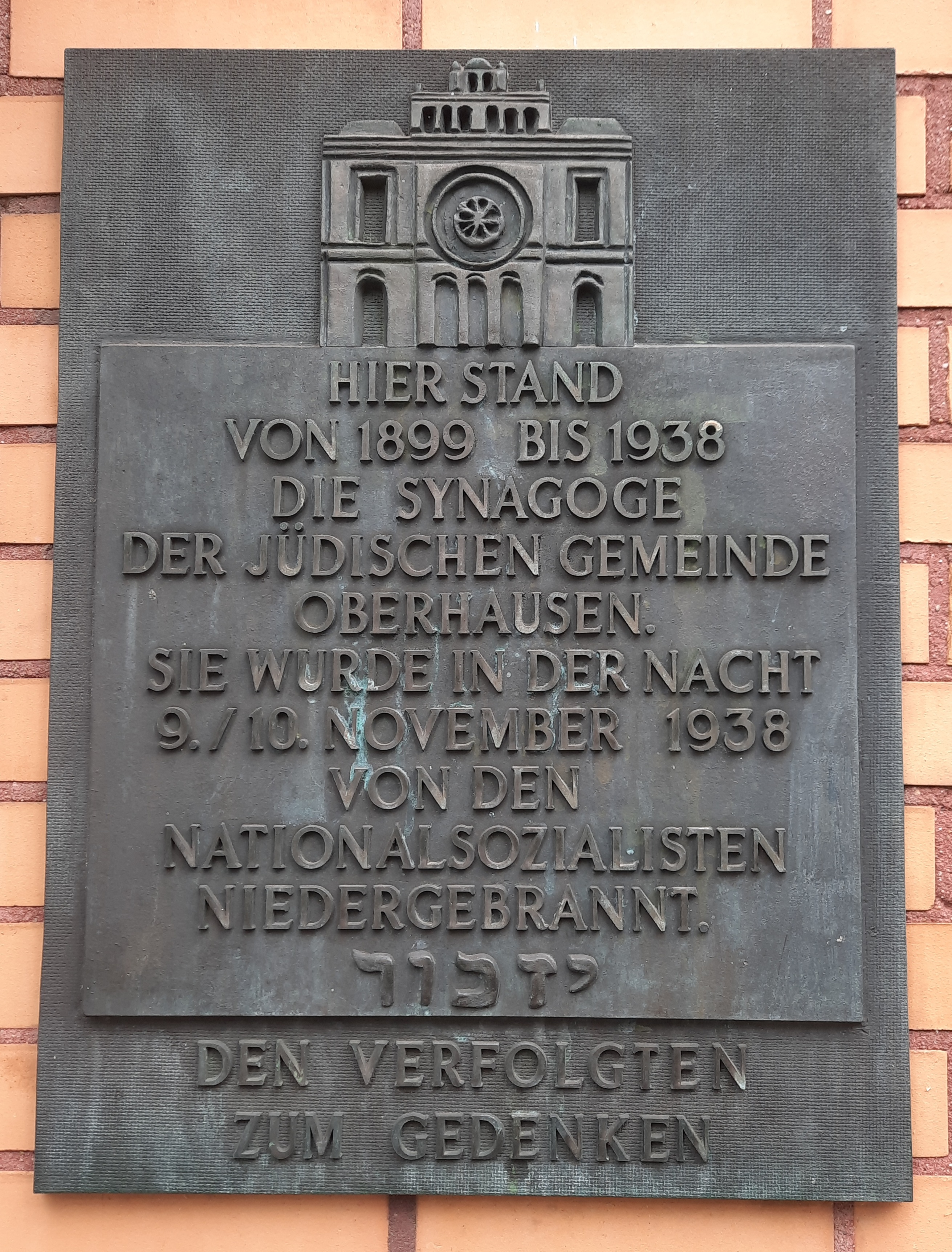
Gedenktafel für die Synagoge in der Friedensstraße

Der Bau einer Synagoge wurde mit dem Erwerb eines Grundstücks auf der Friedensstraße im Jahr 1873 beschlossen. Nachdem am 26. Juli 1898 die Bauerlaubnis erteilt worden war, folgte am 18. März 1899 schließlich die Einweihung.
Ihren Platz hatte die Synagoge auf einem kleinen Grundstück, welches sich von der Friedensstraße bis zur Styrumer Straße zog und direkt an die benachbarten Gebäude grenzte. Das rechteckige Gebäude war von einem Satteldach bedeckt. Die Westfassade, in welcher der Eingang lag, war durch mehrere Rundbogenfenster und ein darüber liegendes Rosettenfenster in drei Achsen gegliedert.
Im Inneren der Synagoge befand sich zentral der dreischiffig überwölbte Betraum, welcher durch alle Nebenräume erreichbar war. Die Synagoge besaß zudem einen Hof, der auch als Schulhof der Gemeindekinder genutzt wurde, einen Schulraum, sowie ab 1909 auch eine Frauenempore an der Nord- und Südfassade. Die Unterkellerung des Gebäudes im Bereich des Schulraums deutet auf die Existenz einer Mikwe hin, jedoch konnte dies bislang nicht nachgewiesen werden.
Von 1908 bis 1938 war Siegfried Jaeckel als Vorbeter, Prediger und Religionslehrer tätig. Da die Gemeinde keinen eigenen Rabbiner besaß, hielt der Rabbiner Dr. Manass Neumark aus Duisburg an Feiertagen und besonderen Anlässen Gottesdienste ab. Ab 1933 stand die Gemeinde unter der Leitung von Isidor Kahn. Neben der Synagoge wurde auch das Bethaus auf der Oberen Marktstraße besucht, dort kamen hauptsächlich durch aus dem Osten eingewanderte Juden zusammen.

## Zeit des Nationalsozialismus
Die Machtübernahme der NSDAP hatte auch in Oberhausen schwerwiegende Folgen für die jüdischen Einwohner. Zu Beginn des Jahres 1933 lebten in Oberhausen noch 581 Juden, von denen bereits 143 im darauffolgenden Jahr aufgrund der zunehmenden Repressionen die Stadt verließen.

### Verdrängung aus Handel und Gewerbe
Die seit der Industrialisierung blühende jüdische Geschäftswelt Oberhausens, welche sich in den Innenstädten der Stadtteile Alt-Oberhausen, Sterkrade und Osterfeld konzentrierte, war besonders stark von den Verordnungen, Boykotten und Berufsverboten durch die Nationalsozialisten betroffen. Von den hundert im Jahr 1933 in Oberhausen existierenden Geschäften und Unternehmen in jüdischem Besitz überlebte kein einziges.
Erste antisemitische Aktionen seitens der Nationalsozialisten hatte es schon vor der Machtübernahme gegeben. Im März 1933 kam es zu Besetzungen einiger bedeutender Kaufhäuser und Geschäfte, wie den Warenhäusern Tietz und Arlsberg, durch Trupps der SA und SS. Diese forderten die Oberhausener Bevölkerung zum Boykott der jüdischen Geschäfte auf. Auch die Oberhausener National-Zeitung beteiligte sich fortan an solchen Aufrufen. Mit der offiziellen Verordnung vom 1. April 1933 zum Boykott jüdischer Geschäfte weitete sich dieser auf ganz Oberhausen aus und ging mit Besetzungen und Vandalismus einher.
Zahlreiche Geschäfte wurden so nach und nach zur Schließung gezwungen, da die Kundschaft ausblieb oder die Räumlichkeiten zerstört wurden. Einige Firmen, darunter die Leonhard Tietz AG, wurden weit unter Wert an ,nicht jüdische‘ Kaufleute verkauft bzw. ,arisiert‘, woraufhin das jüdische Personal entlassen wurde. Bis Ende 1934 waren bereits 41 jüdische Firmen aufgelöst, in den darauffolgenden Jahren bis 1937 folgten mindestens 22 weitere Geschäftsaufgaben.
| Unternehmen                                                                    | Inhaber                                              | Adresse                                                                                       | Schließungsgrund                                                                                            |
| ------------------------------------------------------------------------------ | ---------------------------------------------------- | --------------------------------------------------------------------------------------------- | --- |
| Apollotheater Lichtspielhaus OHG Oberhausen                                    | Albert & Hermann Cahn                                | Marktstraße 73                                                                                | ca. 1934–1938 ‚Arisierung‘                                                                                  |
| Gebr. Arlsberg GmbH, Kaufhaus                                                  | Georg Holz                                           | Marktstraße 27/29                                                                             | 1934 Verkauf des Geschäfts                                                                                  |
| Gebr. Artmann & Co. Herrenkonfektion, Manufakturwaren                          | Max Artmann, Jakob Hillmann                          | Marktstraße 144                                                                               | vermutlich nach 1935 ‚Geschäftsaufgabe‘                                                                     |
| Max Artmann & Co., Manufakturwaren                                             | Max Artmann                                          | Stöckmannstraße 50                                                                            | vermutlich nach 1935 ‚Geschäftsaufgabe‘                                                                     |
| Außen, Installation, Bauklempnerei                                             | Bernhard Außen                                       | Friedenstraße 39                                                                              | 1933 Ausschluss aus Innung und Geschäftsaufgabe                                                             |
| Außen, Installation, Bauklempnerei                                             | Michael Außen                                        | Nohlstraße 50                                                                                 | 1933 Ausschluss aus Innung und Geschäftsaufgabe                                                             |
| M. Bär, Haus- und Kücheneinrichtungen, Lederwaren, Galanterie-Luxusgegenstände | Leopold Löwenstein                                   | Marktstraße 44                                                                                | 1934 ‚Arisierung‘                                                                                           |
| Gebr. Bein GmbH, Manufakturwaren                                               | Grete Bein, Leopold Weyl                             | Marktstraße 63                                                                                | 1933/1934 ‚Geschäftsaufgabe‘                                                                                |
| Max Bein GmbH, Herrengarderobe-Maßgeschäft                                     | Meyer Max Bein                                       | Industriestraße 126 (heute Paul-Reusch Straße)                                                | 1933/1934 ‚Geschäftsaufgabe‘                                                                                |
| Gebr. Bein GmbH, Herrenkonfektionsgeschäft                                     | Meyer Max Bein                                       | Marktstraße 45                                                                                | 1938/1939 ‚Geschäftsaufgabe‘                                                                                |
| Max Bein, Tuchhandlung                                                         | Max Bein                                             | Hermann-Göring Str. 121 (heute Paul-Reusch Straße)                                            | 1938 nach Reichspogromnacht ‚Geschäftsaufgabe‘                                                              |
| Siegmund Bein Manufakturwaren, Damenkonfektion                                 | Emil Jakob                                           | Marktstraße 20/22                                                                             | 1933/1934 ‚Geschäftsaufgabe‘                                                                                |
| Eduard Berg, Manufakturwaren                                                   | Isidor Berg                                          | Goebenstraße 76                                                                               | 1934 Geschäftsaufgabe/Verkauf                                                                               |
| Eduard Berg, Herrenkonfektion                                                  | Isidor Berg                                          | Marktstraße 46                                                                                | 1938 nach Reichspogromnacht ‚Geschäftsaufgabe‘                                                              |
| Bieber, Altwaren                                                               | Jakob Bieber                                         | Stöckmannstraße 38                                                                            | 1933 Flucht des Inhabers                                                                                    |
| Bitkower, Manufakturwaren                                                      | Bernhard Bitkower                                    | Marktstraße 110 und 143                                                                       | 1933 ‚Geschäftsaufgabe‘                                                                                     |
| Bitkower, Manufakturwaren                                                      | Hermann Bitkower                                     | Stöckmannstraße 41                                                                            | 1933 ‚Geschäftsaufgabe‘                                                                                     |
| Einhorn Apotheke                                                               | Hermann Brauer                                       | Alleestraße 110                                                                               | 1936 ‚Arisierung‘                                                                                           |
| Gustav Carsch & Co., Herren Garderobe Maßgeschäft                              | Leopold Stern                                        | Marktstraße 15                                                                                | 1936 ‚Geschäftsaufgabe‘                                                                                     |
| Cohen, Damenschneiderei                                                        | Elfriede Cohen                                       | Friedrich-Karl Straße 55                                                                      | nach 1934 ‚Geschäftsaufgabe‘                                                                                |
| Eigenfeld, Möbelgeschäft                                                       | Isaak Isidor Eigenfeld                               | Ellenbogenstraße 10                                                                           | 1938 Verwüstung des Geschäfts in der Reichspogromnacht, später Zweckentfremdung als sogenanntes ,Judenhaus' |
| Eigenfeld, Manufakturwaren                                                     | Isidor Eigenfeld                                     | Marktstraße 98                                                                                | 1933 ‚Geschäftsaufgabe‘                                                                                     |
| Oberhausener Versandhaus für Konfektions- und Manufakturwaren                  | Karl Eigenfeld                                       | Marktstraße 113                                                                               | 1933/1934 ‚Geschäftsaufgabe‘                                                                                |
| Eckstein, Korsettspezialgeschäft                                               | Frieda Eckstein                                      | Friedrich-Karl Straße 48a                                                                     | 1933/1934 ‚Geschäftsaufgabe‘                                                                                |
| Ehape AG, Köln, Kaufhaus, Zweigniederlassung Alt-Oberhausen, Sterkrade         | Geschäftsführer: Moritz Berger                       | Stöckmannstraße 76                                                                            | 1935 ‚Arisierung‘                                                                                           |
| Fischbeins Kredithaus                                                          | Elias Fischbein, Rainer Fischbein                    | Nohlstraße 129                                                                                | 1935 ‚Übernahme‘ durch ‚nicht jüdischen‘ Inhaber                                                            |
| Fischbeins Manufakturwaren                                                     | Regina Fischbein                                     | Nohlstraße 129                                                                                | 1935 vermutlich ‚Geschäftsaufgabe‘                                                                          |
| Gesellschaft für Tierkörperverwertung mbH                                      | Otto Koch sen.                                       | Franzenkamp 145                                                                               | 1937/38 ‚Arisierung‘                                                                                        |
| Gittler, Manufakturwaren                                                       | Jakob Gittler                                        | Schulstraße 22                                                                                | 1933/1934 ‚Geschäftsaufgabe‘                                                                                |
| Gladtke, Möbelgeschäft                                                         | Adolf Gladtke                                        | Wörthstraße 3 (Firmensitz), Marktstraße 8, 87 & 125, Friedrich-Karl Straße 23 (Verkaufsräume) | 1934 ‚Geschäftsaufgabe‘                                                                                     |
| Siegfried Frischer, Möbel und Teppiche                                         | Adolf Gladtke                                        | Marktstraße 79, 81, 83, 84 & 94                                                               | 1934 Verkauf                                                                                                |
| Gottschalk, Pferdehandel                                                       | Albert Gottschalk                                    | Wörthstraße 2                                                                                 | nach 1934 ‚Geschäftsaufgabe‘                                                                                |
| Rechtsanwaltsbüro Grünberg                                                     | Rudolf Grünberg                                      | Marktstraße 64                                                                                | 1933 Berufsverbot                                                                                           |
| Schuhhaus Grünebach                                                            | Siegmund Eckstein                                    | Marktstraße 51–53                                                                             | 1936 ‚Geschäftsaufgabe‘                                                                                     |
| Rohproduktionen/Altwaren                                                       | Gerson Handgriff                                     | Friedenstraße 22                                                                              | vermutlich nach 1934 ‚Geschäftsaufgabe‘                                                                     |
| Herrmanns, Schuhwaren                                                          | Axel Rosenbaum                                       | Friedrich-Karl Straße 28–30                                                                   | 1938 Verwüstung des Geschäfts in der Reichspogromnacht                                                      |
| Herrmanns, Herrenkonfektion                                                    | Julius Rosenbaum                                     | Friedrich-Karl Straße 26                                                                      | 1938 Verwüstung des Geschäfts in der Reichspogromnacht                                                      |
| Hertz, Herrenkonfektion                                                        | Hermann Hertz                                        | Friedrich-Karl Straße 25                                                                      | 1938 ‚Geschäftsaufgabe‘                                                                                     |
| Hertz, Manufakturwaren                                                         | Hermann Hertz                                        | Friedrich-Karl Straße 6                                                                       | 1933/1934 ‚Geschäftsaufgabe‘                                                                                |
| Hirsch Miederwaren, Korsettspezialgeschäft                                     | Emmy Rüger geb. Hirsch                               | Hermann-Göring Straße 126 (heute Paul-Reusch Straße)                                          | 1938 Verwüstung des Geschäfts in der Reichspogromnacht                                                      |
| Horowitz, Manufakturwaren                                                      | Bernhard Horowitz                                    | Königstraße 101 (heute Helmholtzstraße)                                                       | 1935–1938 vermutlich ‚Geschäftsaufgabe‘                                                                     |
| Horowitz, Manufakturwaren                                                      | Lea Horowitz                                         | Stöckmannstraße 120                                                                           | 1935–1938 vermutlich ‚Geschäftsaufgabe‘                                                                     |
| Horowitz, Schuhhalle                                                           | Klemens Calman Horowitz                              | Friedrich-Karl Straße 25                                                                      | 1935–1938 vermutlich ‚Geschäftsaufgabe‘                                                                     |
| Fritz Husten, Kaufhaus                                                         | Benno Caspary                                        | Marktstraße 57                                                                                | 1936 ‚Arisierung‘                                                                                           |
| Joseph, Herrenkonfektion                                                       | Abraham Joseph                                       | Marktstraße 146                                                                               | ‚Geschäftsaufgabe‘, Datum unbekannt                                                                         |
| Zigarrenhaus Kahn                                                              | Isidor Kahn                                          | Marktstraße 56                                                                                | 1938/1939 nach Reichspogromnacht ‚Arisierung‘                                                               |
| Kann, Import/Export                                                            | Josef Kann                                           | Nohlstraße 74                                                                                 | 1933 ‚Geschäftsaufgabe‘                                                                                     |
| Kösten & Kaufmann, Woll-, Weiß-, Kurzwaren                                     | Saul Kösten, Ida Kösten                              | Marktstraße 127                                                                               | ‚Geschäftsaufgabe‘, Datum unbekannt                                                                         |
| Konfektionshaus Lehrer                                                         | Elias Lehrer                                         | Stöckmannstraße 43                                                                            | 1933 ‚Geschäftsaufgabe‘                                                                                     |
| Lichtenstein, Schirmgeschäft                                                   | Agnes Lichtenstein                                   | Friedrich-Karl Straße 30                                                                      | 1938 Verwüstung des Geschäfts in der Reichspogromnacht                                                      |
| Liebermann & Co., Lederwaren, Luxuswaren                                       | Rosa Liebermann                                      | Marktstraße 72/74                                                                             | 1938 ‚Geschäftsaufgabe‘ nach der Reichspogromnacht                                                          |
| Rechtsanwalt und Notar Dr. Löwenstein                                          | Dr. Leopold Löwenstein                               | Marktstraße 67                                                                                | 1933 Berufsverbot                                                                                           |
| Lucas, Pferdehandel                                                            | Jakob Lucas                                          | Blumenthalstraße 40                                                                           | 1935–1938 ‚Geschäftsaufgabe‘                                                                                |
| Metzgerei Marchand                                                             | Moritz Marchand                                      | Mülheimer Straße 51                                                                           | 1933 ‚Geschäftsaufgabe‘                                                                                     |
| Mechlowitz & Co., Möbel‚ Kaufhaus zur goldenen Zehn                            | Salomon Mechlowitz                                   | Marktstraße 16                                                                                | 1933 Verkauf des Geschäfts                                                                                  |
| Rechtsanwalt und Notar Dr. Münchhausen                                         | Dr. Max Münchhausen                                  | Gerichtstraße 18                                                                              | 1935 Berufsverbot                                                                                           |
| Praktischer Arzt Dr. Nüssenfeld                                                | Dr. med. Josef Nüssenfeld                            | Gutenbergstraße 3                                                                             | 1933 Ausschluss aus Krankenkasse, Schließung der Praxis                                                     |
| Zentral Photografisches Atelier                                                | Kurt und Heinz Oppenheimer                           | Marktstraße 68                                                                                | 1933 ‚Geschäftsaufgabe‘                                                                                     |
| Oppenheimer & Co., Damenputzgeschäft                                           | Emil Oppenheimer                                     | Friedrich-Karl Straße 43                                                                      | 1933 ‚Geschäftsaufgabe‘                                                                                     |
| Zahnärztin Dr. Oppenheimer                                                     | Dr. dent. Lilly Oppenheimer                          | Königstraße 22 (heute Helmholtzstraße)                                                        | 1937 Aufgabe der Praxis                                                                                     |
| Ostberg & Co., Wäsche- und Kleiderfabrik                                       | Edith Ostberg                                        | Königstraße 55 (heute Helmholtzstraße)                                                        | 1937 ‚Arisierung‘                                                                                           |
| Ketteler GmbH, Eisen- und Stahlwaren                                           | Stefan Ortheiler                                     | Marktstraße 85                                                                                | 1933 ‚Geschäftsaufgabe‘                                                                                     |
| Philipps, Viehhandlung                                                         | Hugo Philipps                                        | Friedenstraße 49                                                                              | nach 1934 ‚Geschäftsaufgabe‘                                                                                |
| Philips & Co., Manufakturwaren                                                 | Thekla Philips, Katharina Kaltenbach (nicht jüdisch) | Nohlstraße 123                                                                                | 1938 ‚Geschäftsaufgabe‘                                                                                     |
| Polak, Herrenkonfektion                                                        | Louis Polak                                          | Goebenstraße 75                                                                               | 1933 ‚Geschäftsaufgabe‘                                                                                     |
| Reinartz, Woll-, Weiß-, Kurzwaren                                              | Minna Reinartz                                       | Nordstraße 37 (heute Schenkendorfstraße)                                                      | Keine Schließung                                                                                            |
| Rischelewski, Kolonialwaren                                                    | Chaja Hella Rischelewski                             | Rolandstraße 116                                                                              | 1933 ‚Geschäftsaufgabe‘                                                                                     |
| Ritter & Co. GmbH, Eisen und Metalle                                           | Vorstand: Robert Ritter (nicht jüdisch), Leo Fuchs   | Schützenstraße 21/23                                                                          | 1937 ‚Arisierung‘                                                                                           |
| Rosenblum, Bettengeschäft                                                      | Moszek Rosenblum                                     | Gutenbergstraße 18                                                                            | nach 1934 ‚Geschäftsaufgabe‘                                                                                |
| Selinger, Schuhwaren                                                           | Salomon Selinger                                     | Marktstraße 109                                                                               | 1933 Verkauf des Geschäfts                                                                                  |
| Metzgerei Servos                                                               | Karl Servos                                          | Marktstraße 184                                                                               | 1936 ‚Arisierung‘                                                                                           |
| Selzer, Manufakturwaren                                                        | Dora Selzer                                          | Styrumer Straße 15                                                                            | 1935 ‚Geschäftsaufgabe‘                                                                                     |
| Spruch, Woll-, Weiß-, Kurzwaren                                                | Maria Spruch                                         | Moltkestraße 181 (heute Hermann-Albertz Straße)                                               | 1933 ‚Geschäftsaufgabe‘                                                                                     |
| Schleimer, Pferdehandel                                                        | Erich Schleimer                                      | Bellemestraße 73, Schulstraße 60                                                              | 1933 ‚Geschäftsaufgabe‘                                                                                     |
| Schnitzer, Manufakturwaren                                                     | Gedale Schnitzer und Ehefrau                         | Marktstraße 102, Nohlstraße 56                                                                | zwischen 1934 und 1938 ‚Geschäftsaufgabe‘                                                                   |
| Stehberg, Bäckerei- und Konditoreibedarf                                       | Hugo Stehberg                                        | Friedenstraße 47                                                                              | 1938 wahrscheinlich Verwüstung des Geschäfts in der Reichspogromnacht                                       |
| Praktischer Arzt Dr. Stern                                                     | Dr. med. Adolf Stern                                 | Stöckmannstraße 84                                                                            | 1933 Ausschluss aus Krankenkasse, Schließung der Praxis                                                     |
| Gebr. Stern, Herrenkonfektion                                                  | Adolf Stern                                          | Langemarckstraße 18                                                                           | 1934 vermutlich ‚Geschäftsaufgabe‘                                                                          |
| Sternheim, Schreibwaren                                                        | Hermann Sternheim                                    | Friedrich-Karl Straße 12                                                                      | 1933 ‚Geschäftsaufgabe‘                                                                                     |
| Leonhard Tietz, Kaufhaus                                                       | Leonhard Tietz AG                                    | Industriestraße 96 (heute Paul-Reusch-Straße)                                                 | 1933 Verkauf des Konzerns, Umbenennung in ‚Westdeutsche Kaufhof AG‘                                         |
| Hirsch & Cie., Herren- und Damenkonfektion                                     | Bernhard Weinberg                                    | Marktstraße 39                                                                                | 1933 ‚Geschäftsaufgabe‘                                                                                     |
| Weisbort, Schneiderei                                                          | Josef Weisbort                                       | Bergmannstraße 2a                                                                             | 1933 ‚Geschäftsaufgabe‘                                                                                     |
| Metzgerei Wolf                                                                 | Siegmund Wolf                                        | Friedrich-Karl Straße 16                                                                      | 1933 ‚Geschäftsaufgabe‘                                                                                     |

| Unternehmen                                                  | Inhaber                                                 | Adresse                                          | Schließungsgrund                                                          |
| ------------------------------------------------------------ | ------------------------------------------------------- | ------------------------------------------------ | ------------------------------------------------------------------------- |
| Kaufhaus Bär, Haus- und Kücheneinrichtungen, Glas, Porzellan | Nathan Cohen                                            | Bahnhofstraße 39                                 | 1937 ‚Geschäftsaufgabe‘                                                   |
| Friedler, Herrenkonfektion, Manufakturwaren                  | Sender Friedler                                         | Bahnhofstraße 21                                 | 1933 ‚Geschäftsaufgabe‘                                                   |
| Fruchtzweig, Möbelgeschäft                                   | Hermann Fruchtzweig                                     | Steinbrinkstraße 13–15                           | 1938 Verwüstung des Geschäfts in der Reichspogromnacht                    |
| Gottschalk, Putzmachergeschäft                               | Frieda und Lina Gottschalk, Martha Zerkowski-Gottschalk | Bahnhofstraße 55                                 | 1938 ‚Geschäftsaufgabe‘                                                   |
| Gottschalk, Herrenkonfektion                                 | Julius Gottschalk                                       | Bahnhofstraße 40                                 | 1934–1938 ‚Geschäftsaufgabe‘                                              |
| Hosenkönig, Herrenkonfektion                                 | Sally Levy                                              | Bahnhofstraße 97                                 | nach 1934 ‚Geschäftsaufgabe‘                                              |
| Kösten & Kaufmann, Woll-, Weiß-, Kurzwaren                   | Henny Friedler                                          | Bahnhofstraße 47 (bis 1930), Steinbrinkstraße 11 | 1939 ‚Arisierung‘                                                         |
| Mehler & Co., Herren- und Damenmode                          | Auguste Cohen                                           | Steinbrinkstraße 1                               | 1933/1934 ‚Geschäftsaufgabe‘                                              |
| Meyer & Klestadt, Kaufhaus                                   | Ernst Klestadt, Louis Meyer                             | Bahnhofstraße 4                                  | 1938 Verwüstung des Geschäfts in der Reichspogromnacht, 1939 ‚Arisierung' |
| Neumann, Herrenkonfektion, Manufakturwaren                   | Max Neumann und Ehefrau                                 | Marktstraße 9                                    | nach 1934 ‚Geschäftsaufgabe‘                                              |
| Daniel, Herrenkonfektion                                     | Paul Rosenberg                                          | Bahnhofstraße 33                                 | nach 1934 ‚Geschäftsaufgabe‘                                              |
| Roth, Manufkaturwaren                                        | Anna Roth                                               | Neumühlstraße 56a                                | 1934–1938 ‚Geschäftsaufgabe‘                                              |
| Metzgerei Wolf                                               | Simon Wolf, Ehefrau                                     | Schopenhauerstraße 17                            | 1933/1934 ‚Geschäftsaufgabe‘                                              |

| Unternehmen                                               | Inhaber                                             | Adresse                                 | Schließungsgrund                   |
| --------------------------------------------------------- | --------------------------------------------------- | --------------------------------------- | ---------------------------------- |
| Altwaren und Partiewaren                                  | Gustav Fruchtzweig                                  | Rothebuschstraße 38                     | 1933 ‚Geschäftsaufgabe‘            |
| Fruchtzweig, Kur-, Weiß, Wollwaren, Obst und Gemüse       | Jakob Fruchtzweig                                   | Rothebuschstraße 38                     | 1933/1934 ‚Geschäftsaufgabe‘       |
| Häusler, Möbel, Manufaktur- und Schuhwaren                | Eduard Häusler                                      | Hauptstraße 6 (heute Bottroper Straße)  | 1937 ‚Geschäftsaufgabe‘            |
| Jülich, Herren- und Damenkonfektion                       | Berthold Jülich                                     | Marktstraße 7 (heute Gildestraße)       | 1933 ‚Geschäftsaufgabe‘            |
| Kainer, Manufakturwaren                                   | Sally Kainer                                        | Hauptstraße 29 (heute Bottroper Straße) | Vermutlich 1938 ‚Geschäftsaufgabe‘ |
| Marx, Haus- und Kücheneinrichtungen                       | Witwe Isidor Marx                                   | Marktplatz 4                            | nach 1934 ‚Geschäftsaufgabe‘       |
| Oster & Co., Warenhaus, Manufakturwaren, Herrenkonfektion | Salomon Kainer (bis 1936), Gertrud Kainer (ab 1936) | Hauptstraße 35a                         | 1938 ‚Geschäftsaufgabe‘            |
| Sommer, Leder- und Schuhwaren, Schuhmacherbedarfshandlung | Nicht bekannt                                       | Hauptstraße 32                          | 1933/1934 ‚Geschäftsaufgabe‘       |
| Zweig, Abzahlungsgeschäft                                 | Simon Zweig                                         | Rothebuschstraße 52                     | 1938 ‚Geschäftsaufgabe‘            |

### Berufsverbote und Einschränkungen in der Lebensführung
Anlässlich des Gesetzes zur Wiederherstellung des Berufsbeamtentums vom 7. April 1933 richtete die Stadtverwaltung die dem Bürgermeister direkt unterstehende Abteilung 14 ‚Entjudung‘ zur Erfassung aller jüdischen Beschäftigten ein. Mit wenigen Ausnahmen wurden alle jüdischen Mitarbeiter der Stadtverwaltung und anderer öffentlich-rechtlicher Institutionen Oberhausens entlassen. Auch Ärzte und Rechtsanwälte verloren ihre Zulassungen. In vielen anderen Berufszweigen wurden Berufsverbote ausgesprochen.
In den nachfolgenden Jahren wurde das öffentliche Leben für die jüdischen Einwohner Oberhausens zunehmend eingeschränkt. Bereits 1935 war Juden der Erwerb städtischer Grundstücke und der Besuch der Freibäder untersagt. 1939 folgten Zutrittsbeschränkungen von öffentlichen Plätzen und Einrichtungen.
Ab 1936 war jüdischen Kindern der Besuch ,nicht-jüdischer' Schulen untersagt worden. Am 11. August 1938 wurde der jüdischen Schule dann ebenfalls der öffentliche Status entzogen, weshalb sie stattdessen der Reichsvereinigung der Juden in Deutschland unterstellt wurde. Im April 1941 musste die Schule schließen.

### Novemberpogrome
In der Reichspogromnacht vom 9. auf den 10. November 1938 erreichte die Verfolgung der Juden in Oberhausen ihren vorläufigen Höhepunkt. Die Verwüstungen durch die Nationalsozialisten betrafen vor allem die Geschäfte auf der Marktstraße, welche den Mittelpunkt des jüdischen Geschäftslebens in Oberhausen bildete. Dazu zählten u. a. die Geschäfte Herrmanns, Liebermann, Rüger und Eigenfeld. Auch Privatwohnungen fielen den Verwüstungen zum Opfer.
Die Synagoge in der Friedensstraße 24 brannte am Morgen des 10. November komplett aus und musste auf Anweisung der Stadtverwaltung abgerissen werden. Die Kosten für den Abbruch wurden der Synagogengemeinde auferlegt, welche diese aber aufgrund ihrer zwangsweise gesperrten Konten nicht entrichten konnte. Die Stadtverwaltung orderte daher zunächst eine Zwangsversteigerung des Grundstücks an, entschied sich aber anschließend doch dafür, das Grundstück selbst zu verwalten. Später wurde dort ein Wohnhaus errichtet.
Neben den Verwüstungen wurden im Zuge der Pogromnacht auch einige jüdische Bürger durch die Gestapo verhaftet und anschließend ins Konzentrationslager Dachau deportiert. Dies war eine der ersten Deportationen Oberhausener Juden, von der insgesamt 25 Personen betroffen waren. Sie alle wurden bis spätestens Anfang 1939 entlassen und konnten zunächst zu ihren Familien zurückkehren.

### Verfolgung und Deportation
Im Rahmen des Gesetzes über Mietverhältnisse mit Juden und dem damit einhergehenden Entzug von Mieterrechten mussten viele der in Oberhausen lebenden Juden ihre Wohnungen und ihren Besitz aufgeben. Die meisten von ihnen kamen im ‚Judenhaus‘ in der Ellenbogenstraße 10 unter, wodurch sie durch die Gestapo und die Stadtverwaltung einfach zu beobachten waren. Dies sollte insbesondere für die Organisation der Deportationen eine große Rolle spielen.

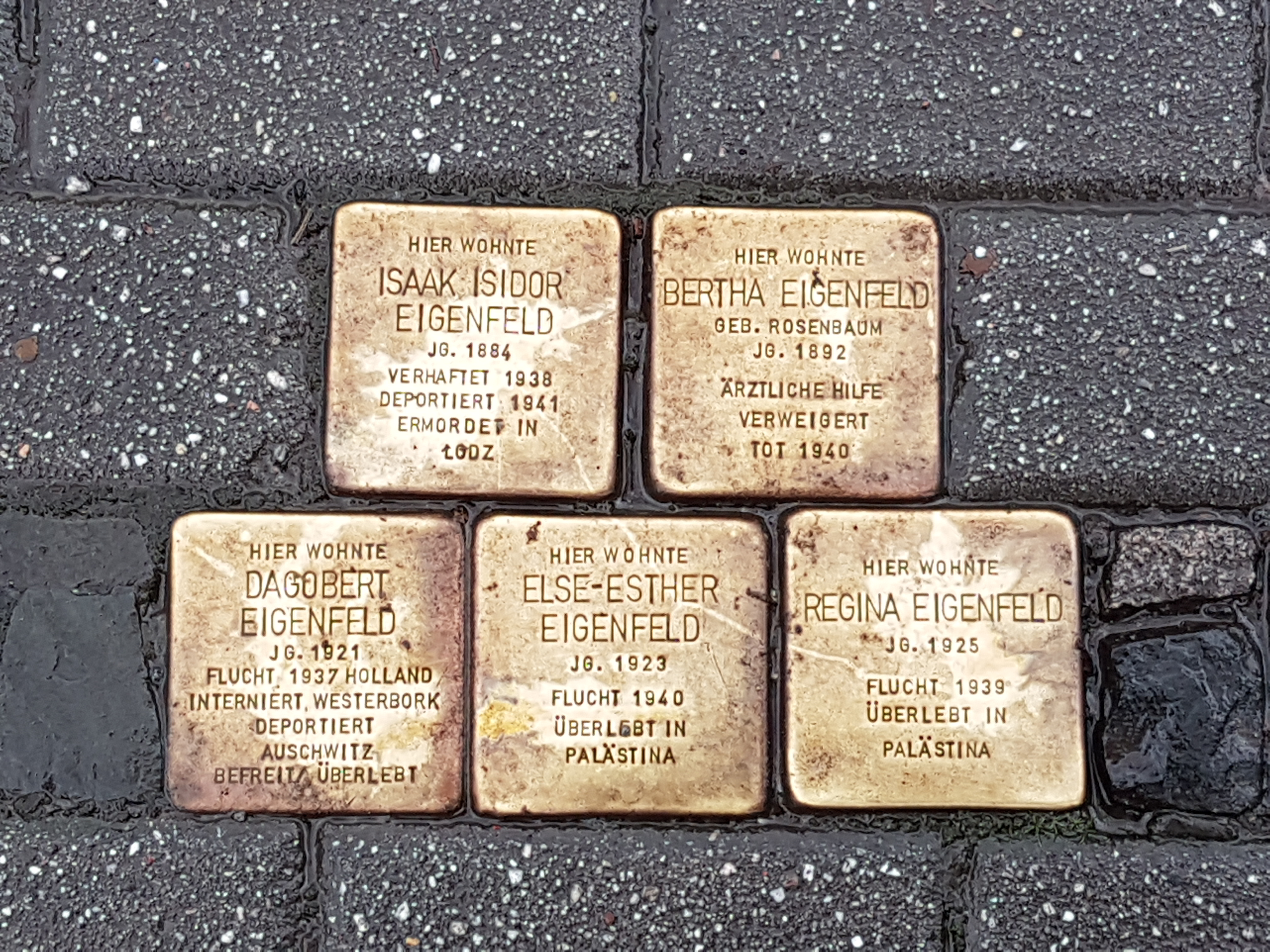
Stolpersteine für die Familie Eigenfeld, ursprünglich in Besitz des Grundstücks Ellenbogenstraße 10 (später ,Judenhaus')

Die ehemaligen Wohnungen der daraus vertriebenen Juden nutzte die Stadtverwaltung zur Unterbringung von Familien, die bei den Luftangriffen auf Oberhausen ihre Wohnung verloren hatten.
Bis zum Beginn des Krieges waren bereits 327 der 581 zu Beginn der nationalsozialistischen Diktatur in Oberhausen lebenden Juden ins Ausland geflohen. Die meisten wanderten ins europäische Ausland oder nach Palästina aus. Einige übersiedelten in die USA, nach Australien oder Südamerika.
Von den noch in Oberhausen verbliebenen jüdischen Einwohnern entkamen die wenigsten der Deportation. Eine der ersten großen Sammeltransporte in den Osten erfolgte am 27. Oktober 1941 ab Düsseldorf-Derendorf. Unter den ins Ghetto Litzmannstadt deportierten Juden stammten 36 Personen aus Oberhausen, von denen der Großteil im Vernichtungslager Kulmhof ermordet wurde.
Am 20. und 21. Juli 1942 folgten die letzten großen Transporte, bei denen insgesamt 162 Juden aus Oberhausen und Mülheim nach Theresienstadt deportiert wurden.
Lediglich 20 der 208 verhafteten bzw. deportierten Oberhausener Juden überlebten die nationalsozialistische Verfolgung definitiv. Von den 39 Personen, die vom Ausland aus deportiert wurden, überlebten nur 8, die restlichen 21 von ihnen gelten als verschollen.

## Gemeinden nach 1945

### Gemeinde Duisburg-Mülheim-Oberhausen
Nach dem Krieg dauerte es einige Jahre, bis die Anzahl der jüdischen Einwohner in Oberhausen wieder anstieg. 1968 schlossen sich diese der heute noch bestehenden jüdischen Gemeinde Duisburg-Mülheim-Oberhausen an.
Zunächst diente der Gemeinde das Wohnhaus des Vorsitzenden Salomon Lifsches in der Kampstraße 7 in Mülheim als Synagoge, bis die Mitgliederzahlen ab den 1990er Jahren derart anstiegen, dass eine größere Synagoge notwendig wurde. Diese wurde nach dem Entwurf des deutsch-israelischen Architekten Zvi Hecker am Springwall im Duisburger Innenhafen erbaut und im Mai 1999 eingeweiht.
2009 eröffnete die Gemeinde einen eigenen Kindergarten. 2018 erfolgte dann die Eröffnung des jüdischen Friedhofs auf Duisburger Waldfriedhof, welcher neben dem Friedhof an der Gracht in Mülheim genutzt wird. Seit 2022 existiert außerdem die Altersgerechte Wohnanlage in Duisburg Neumühl. Gemeindevorsitzender seit 2014 ist Dimitrij Yegudin.

### Liberale Jüdische Gemeinde Perusch
Neben der Gemeinde Duisburg-Mülheim-Oberhausen existiert in Oberhausen seit 2005 die Liberale Jüdische Gemeinde Ruhrgebiet Perusch, welche Mitglied des Landesverbandes progressiver jüdischer Gemeinden in Nordrhein-Westfalen e. V. sowie der Union progressiver Juden in Deutschland ist. Lev Salzmann ist seit der Gründung Gemeindevorsitzender. Seit August 2015 steht die Gemeinde Oberhausen neben den liberalen Gemeinden Köln und Unna unter der Leitung der Rabbinerin Natalia Verzhbovska aus Kiew.

## Erinnerungsorte

### Ehemalige Synagoge Holten
Die 1858 eingeweihte Synagoge in der Mechthildisstraße 7a wurde bereits in den 1920er Jahren nicht mehr als solche genutzt. Im Jahr 1936 wurde sie zu einem Wohnhaus umgebaut und somit von den Zerstörungen in der Reichspogromnacht 1938 verschont. Seit 1991 steht die ehemalige Synagoge unter Denkmalschutz.

### Jüdische Friedhöfe in Oberhausen

#### Friedhof Holten
Der heute noch bestehende jüdische Friedhof in Holten an der Vennstraße ist der älteste jüdische Friedhof auf dem heutigen Oberhausener Stadtgebiet. Erworben wurde das Grundstück im Jahr 1714 durch Moses Simonis, der dieses als Familienfriedhof nutzte. Später fanden dort auch Begräbnisse von anderen Mitgliedern des Synagogenbezirks Holten statt. 1931 erfolgte die letzte Grablegung. Zwei Jahre später wurde der Friedhof geschlossen. 1943 ging das Grundstück im Zuge der „Arisierungen“ in den Besitz der Stadt Oberhausen über, konnte jedoch nach dem Krieg an die jüdischen Gemeinden zurückgegeben werden. Umfangreiche Restaurierungsmaßnahmen des Friedhofs erfolgten 1988 und 2017/2018. Die Pflege des Geländes übernehmen seit 2021 die SBO Servicebetriebe Oberhausen.

#### Friedhof Lirich (Westfriedhof)
Auf dem kommunalen Westfriedhof an der Emscherstraße in Lirich befindet sich in der Nähe des Haupteingangs seit 1918 ein abgegrenzter jüdischer Friedhof. Bis 1971 fanden hier regelmäßig Begräbnisse statt, heute nur noch selten. Zahlreiche Gräber stammen ursprünglich von anderen, ehemaligen jüdischen Friedhöfen in Oberhausen. Die Zerstörung des Friedhofs durch die Nationalsozialisten konnte durch Mitarbeiter des städtischen Gartenbauamtes verhindert werden. Unter diesen befanden sich vermutlich auch ca. 20 jüdische Zwangsarbeiter.

#### Ehemaliger Friedhof am Kaisergarten
Der jüdische Friedhof auf dem ehemaligen Kommunalfriedhof an der Duisburger Straße bestand zwischen 1867 und 1916. Das jüdische Gräberfeld umfasste ursprünglich 53 Gräber, wurde aber 1895 um 101 Gräber erweitert. Die Gutehoffnungshütte kaufte das Friedhofsgrundstück 1911 zum Zweck der Nutzung als Halde. Nach der Schließung im Jahr 1916 wurden 77 Gräber auf den jüdischen Friedhof in Lirich umgebettet.

#### Ehemaliger Friedhof Sterkrade
1912 kaufte die Synagogengemeinde Sterkrade-Holten das Grundstück an der Wittestraße in Sterkrade neben dem katholischen Friedhof, um dieses als jüdischen Friedhof zu nutzen. Von 1918 bis in die 1930er Jahre wurde der Friedhof durch die Gemeinde belegt. Nach der Aneignung des Grundstücks durch die Stadtverwaltung im Jahr 1943 wurden insgesamt 12 Gräber auf den jüdischen Friedhof in Lirich verlegt. In der Nachkriegszeit befand sich der Friedhof für einige Jahre in Besitz der Jewish Trust Corporation, wurde jedoch Mitte der 1950er Jahre von der Stadt Oberhausen zurück erworben. Später musste auf dem Gelände für den Bau der A 516 Platz geschaffen werden. Die übrigen Teile des Friedhofs gehören heute zum katholischen Friedhof sowie einer Kleingartenanlage.

#### Ehemaliger Friedhof Osterfeld
Auf dem ehemaligen Kommunalen Friedhof in Osterfeld an der Harkortstraße existierten ebenfalls jüdische Gräber, jedoch kein abgegrenztes jüdisches Grabfeld, wie etwa auf dem Liricher Friedhof. Der Kommunalfriedhof wurde 1926 angelegt, jedoch bereits 1939/40 wieder geschlossen. Dies war durch den hohen Grundwasserspiegel auf dem Gelände begründet. Heute ist das Grundstück bewaldet und es sind keine Grabsteine mehr vorhanden. Ein Gedenkstein erinnert an den Friedhof sowie die darauf bestatteten jüdischen Menschen.

### Gedenkhalle Oberhausen
Seit ihrer Gründung auf Initiative der damaligen Oberbürgermeisterin Luise Albertz im Jahr 1962 erinnert die Gedenkhalle Oberhausen an die Opfer des Nationalsozialismus. Sie ist damit die erste Gedenkstätte dieser Art in Westdeutschland. Neben einer Dauerausstellung werden Führungen und Workshops sowie Fortbildungen für Lehrer angeboten. Daneben stellt das Informationszentrum Gedenkhalle und Bunkermuseum Oberhausen eine zentrale Anlaufstelle für Information und Forschung zu den Themen NS-Zeit, Zwangsarbeit und zur Geschichte Oberhausens dar. Außerdem leistet die Gedenkhalle Hilfestellung bei Recherchen zu Opfern der nationalsozialistischen Verfolgung und wirkt maßgeblich an der Verlegung von Stolpersteinen im Stadtgebiet mit.

### Stolpersteine
Zum Gedenken an die Opfer des Nationalsozialismus werden unter der Organisation der Gedenkhalle Oberhausen jährlich Stolpersteine verlegt. Außerdem finden regelmäßig Putzaktionen statt, an denen u. a. auch Schulen und Vereine beteiligt sind.